# Cédric Naudon
Pour les articles homonymes, voir Naudon.
Cédric Naudon est un homme d'affaires français, né le 4 mars 1972 à Rabat. Il est à l'origine du projet gastronomique et culturel « La Jeune Rue », rue du Vertbois dans le 3e arrondissement de Paris,, qui tournera au fiasco conduisant Cédric Naudon en prison.

## Biographie
Les grands-parents de Cédric Naudon sont français et travaillent au Maroc, à l'Office chérifien des phosphates à Khouribga, au sud de Casablanca. C'est là que son père rencontre sa mère, d'origine italienne. Cédric est le troisième enfant de la famille, qui déménage ensuite à Neuilly-sur-Seine dans les années 1970.
À 16 ans, Cédric Naudon lance, avec son cousin Didier Toledano, une marque de mode baptisée « Bo Gosse ». 
Cédric Naudon part aux États-Unis en 1990 où il étudie à l'université d'État de Californie.
Il entame sa carrière professionnelle dans l'immobilier et s'installe avec sa compagne au Canada en 1999. Ensemble, ils lancent une chaîne de magasins au Canada et aux États-Unis. Son beau-frère, Bruno Gaccio, apporte 700 000 € sous forme d'actions deux ans après l'ouverture du concept ; mais il porte plainte car il n'a jamais revu son argent et la justice canadienne condamne Cédric Naudon à le rembourser. 
De retour en France, Cédric Naudon crée en 2005 la société Polaris, spécialisée dans le conseil financier et des services d'« intermédiaire sportif ». En 2011, il crée la SARL immobilière « Rue Lauriston », dont l'actionnaire majoritaire est une société basée à l'île Maurice afin d'acheter des immeubles à Paris. À la fin de la même année, il crée une holding baptisée « Off » (dont les comptes bancaires seront gelés par décision de justice à la suite du projet de « La Jeune Rue »), qui siège place Vendôme et dans laquelle il investit 2,5 millions d'euros. Elle détient notamment Synergis, une entreprise de rachat de crédits immobiliers à Strasbourg, et Behind the Scene, société qui gère le projet de la Jeune Rue. La holding et les sociétés seront par la suite placées en liquidation judiciaire.
En 2012, Cedric Naudon rachète Le Sergent recruteur, une taverne de l'île Saint-Louis, grâce à une avance personnelle de 2 millions d'euros et d'un prêt de 880 000 euros consenti par le Crédit du Nord. Il fait rénover cette vieille institution par Jaime Hayon et met aux cuisines un inconnu, Antonin Bonnet, apprenti de Michel Bras. En février 2013, le restaurant obtient une étoile au Michelin, et réalise un chiffre d'affaires de 2,5 millions d'euros.

## « La Jeune Rue »
Fin mars 2014, Cédric Naudon dévoile dans L'Express le projet « La Jeune Rue », qui vise à transformer une portion du Marais située entre la place de la République et le Conservatoire national des arts et métiers. Cette zone est comprise entre la rue du Vertbois, la rue Volta et la rue Notre-Dame-de-Nazareth. Elle comprendrait plusieurs boutiques dédiées à la gastronomie (poissons, épices, fromages, boucheries, pâtisserie, etc.), issue de l'agriculture biologique et cultivée à proximité de Paris. Il est initialement prévu que chaque lieu soit confié à un designer ou architecte reconnu internationalement : José Lévy et Vincent Darré (France), Andrea Branzi, Michele De Lucchi et Paola Navone (Italie), Patricia Urquiola et Jaime Hayon (Espagne), Tom Dixon et Jasper Morrison (Royaume-Uni), etc. 
La société Decacao, dont le propriétaire a fondé Jeff de Bruges, entre au capital. Une partie des fonds est apportée par des banques ; par exemple le financement du premier restaurant de la Jeune Rue est soutenu par le CIC à hauteur de 700 000 euros, par Oséo (300 000 €) et la Bred (7 000 €). Le budget avancé serait d'environ 30 millions d'euros, dont le tiers serait apporté par Cédric Naudon lui-même, mais l'essentiel du financement est constitué d'un pool bancaire, se basant uniquement sur de nouveaux emprunts remboursant les précédents, et sur une lettre d'intention de La Banque Publique d'Investissement (BPI), qui refusera par la suite d'intervenir après 7 mois de discussions et un audit approfondi du projet, estimant le projet comme irréaliste.
Le projet est un fiasco:  face au retard pris par les travaux de la Jeune Rue et à la suite du refus de la BPI, Cédric Naudon se sépare fin décembre 2014 d'une partie de ses employés. Le projet fait face à de nombreux non-paiements de fournisseurs, dont Victor Mercier, ancien candidat de Top Chef. Ce dernier gagne en procès. En 2019, le quartier du Vertbois subit encore les conséquences des nombreuses fermetures et de l'échec du projet.
Le 4 février 2015, certaines des sociétés de Cédric Naudon sont placées en liquidation judiciaire à la suite du retrait de son partenaire la BPI et en l'absence d'investisseurs. Le 11 mars 2015, Cédric Naudon est mis en examen pour escroqueries et tentatives d’escroqueries, abus de confiance, abus de biens sociaux, banqueroute par détournement d’actifs, et mis en détention provisoire puis incarcéré le 12 mars 2016. Le 10 septembre 2019, le procès au tribunal correctionnel de Paris de Cédric Naudon s'ouvre. Le 5 mai 2021, il est condamné à quatre ans de prison, dont trois ferme, notamment pour escroquerie. 
Le roman La Louve de Paul-Henry Bizon est inspiré de cette affaire.